# Wolfgang Uhlmann (Historiker)
Wolfgang Uhlmann (* 24. Mai 1938 in Dresden) ist ein deutscher Wirtschaftshistoriker, der sich vor allem mit der Geschichte der Stadt Chemnitz beschäftigt.

## Wirken
Uhlmann ist der Sohn einer Hausfrau und eines Kfz-Schlossers. Von 1944 bis 1952 besuchte er die Volks- bzw. Grundschule in Dresden, anschließend lernte er den Beruf eines Drehers. Nach einem zwischen 1962 und 1967 absolvierten Studium von Deutsch und Geschichte als Lehramt arbeitete Uhlmann bis 1983 an der Polytechnischen Oberschule „Johannes R. Becher“ in Karl-Marx-Stadt als Lehrer für Geschichte und Staatsbürgerkunde. Anschließend war er bis 1991 an der Technischen Hochschule bzw. Technischen Universität Karl-Marx-Stadt in der Arbeitsgruppe Regionalgeschichte tätig. An der Pädagogischen Hochschule Dresden promovierte er 1988 zur Thematik Die Konstituierung der Chemnitzer Bourgeoisie während der Zeit der bürgerlichen Umwälzung von 1800 bis 1871 zum Dr. phil. Von 1991 bis 2003 war er maßgeblich am Aufbau des Sächsischen Industriemuseums in Chemnitz beteiligt. Von 1993 bis 1995 war Uhlmann kommissarischer Leiter des Aufbaustabs des Museums, zudem übernahm er die Leitung der Arbeitsgruppe Regional- und Firmengeschichte.
Forschungsgebiete von Uhlmann sind vor allem die Industrie- und Wirtschaftsgeschichte der westsächsischen Stadt Chemnitz. Er veröffentlichte einige Bücher und mehr als 400 Aufsätze u. a. in Fachzeitschriften, Periodika, Tagungsbänden und der Sächsischen Biografie. Er war von 2010 bis 2019 Vorsitzender des Chemnitzer Geschichtsvereins und ist Mitglied im Redaktionsbeirat der Erzgebirgischen Heimatblätter.

## Ehrungen
Am 18. April 2019 wurde ihm die Ehre zuteil, sich in das Goldene Buch der Stadt Chemnitz eintragen zu dürfen.

## Werke
- Die Konstituierung der Chemnitzer Bourgeoisie während der Zeit der bürgerlichen Umwälzung von 1800 bis 1871. Diss., PH Dresden 1988.
- 10 Jahre Museum in der Richterschen Gießerei. Chemnitz, 2001.
- Chemnitzer Unternehmer während der Frühindustrialisierung 1800–1871. Markkleeberg: Sax-Verlag, 2010. ISBN 978-3-86729-064-7
- Chemnitzer Unternehmen während der Hochindustrialisierung 1871–1914. Markkleeberg: Sax-Verlag, 2018. ISBN 978-3-86729-214-6